# Philenora undulosa
Philenora undulosa är en fjärilsart som beskrevs av Walker 1857. Philenora undulosa ingår i släktet Philenora och familjen björnspinnare. Inga underarter finns listade i Catalogue of Life.